# Un petit cas de conscience
Pour plus de détails, voir Fiche technique et Distribution.
Un petit cas de conscience est un film français réalisé par Marie-Claude Treilhou et sorti en 2002.

## Synopsis
Un clan de vieilles copines, qui abordent la cinquantaine avec beaucoup d'enfance, se prend dans le tapis d'un fait divers : deux d'entre elles, qui vivent ensemble, sont victimes d'un cambriolage dans leur maison de campagne.

## Fiche technique
- Titre : Un petit cas de conscience
- Réalisation et scénario : Marie-Claude Treilhou, assisté de Émile Louis
- Décors : Thomas Leporrier
- Photographie : Pierre Stoeber
- Son : Christophe Bourreau, Thierry Delor, Yves Zlotnicka
- Montage : Khadicha Bariha
- Montage son : Bernadette Cellier
- Musique : Yves Zlotnicka
- Maquillage : Stéphanie Selva
- Directeur de production : Samuel Amar
- Producteurs : Annie Miller, Claire Barrau
- Production: Les Films de La Boissière - Seno films
- Distribution : I.D. Distribution
- Pays :  France
- Genre : drame
- Durée : 95 minutes
- Date de sortie : 
  - France : 25 décembre 2002 et  30 novembre 2022 après restauration 4K réalisée par le laboratoire Cosmodigital et L.E. Diapason pour le son.

## Distribution
- Ingrid Bourgoin : Simone
- Dominique Cabrera : Hélène
- Marie-Claude Treilhou : Margot
- Claire Simon : Sophie
- Alain Guiraudie : Mario
- André Van In : Jean
- Louis Seguin : un fils de Margot
- Anas Seguin : un fils de Margot